# 克里尼奇内 (扎波罗热区)
47°56′50″N 35°18′23″E / 47.94722°N 35.30639°E
克里尼奇內（烏克蘭語：Криничне）是位於烏克蘭東南部的村莊，由扎波羅熱州扎波羅熱区的米哈伊利夫卡市鎮負責管轄。該村分別距離代雷濟夫卡1.5公里和米哈伊利夫卡2公里，面積0.633平方公里。